# Porothamnium floridum
Porothamnium floridum är en bladmossart som beskrevs av Robert Statham Williams 1928. Porothamnium floridum ingår i släktet Porothamnium och familjen Neckeraceae. Inga underarter finns listade i Catalogue of Life.